# Proteína hidrolizada

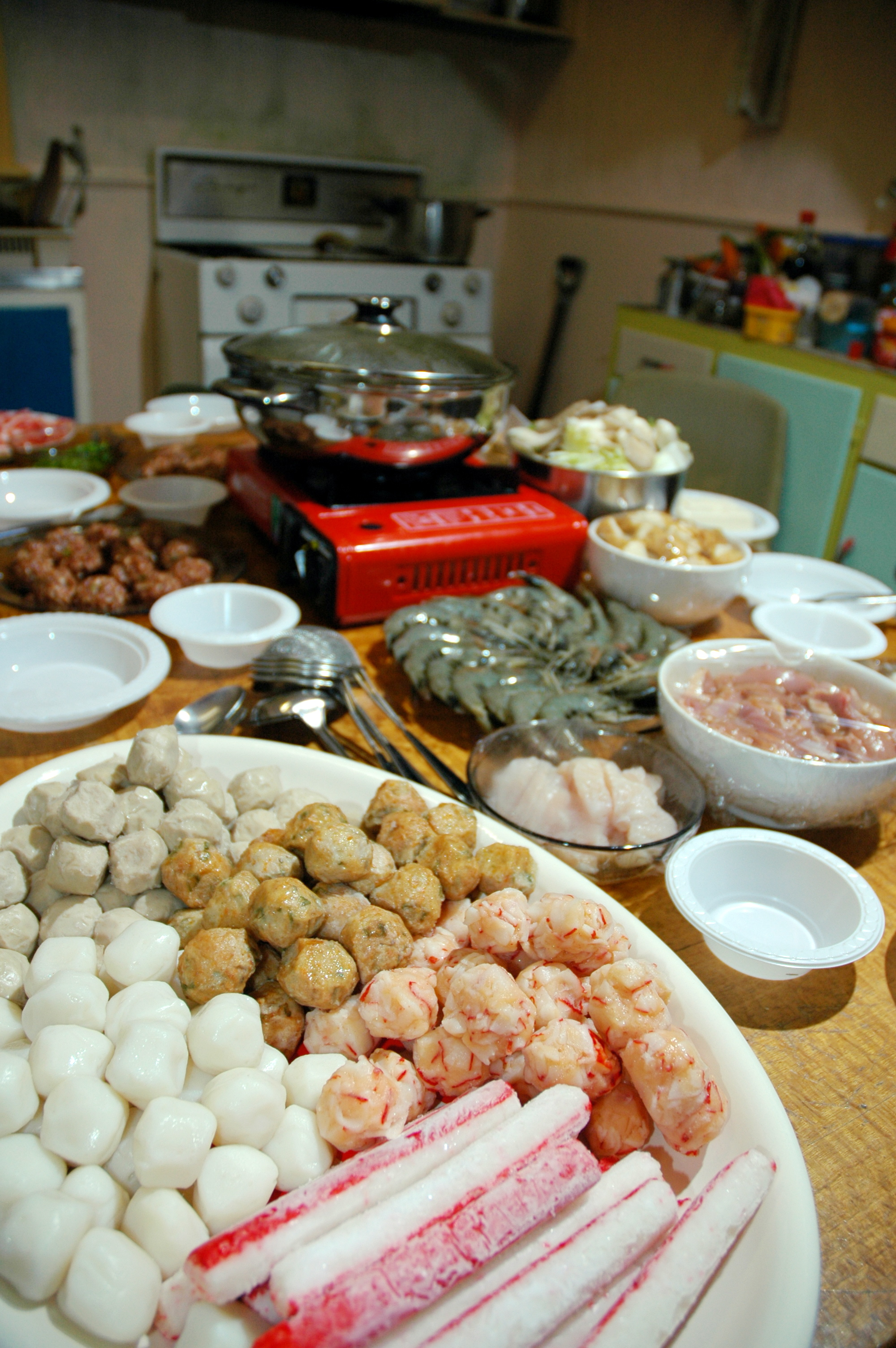
Los alimentos procesados poseen en la mayoría de los casos este tipo de aditivo.

La proteína hidrolizada está separada en sus partes constituyentes: los aminoácidos. Las proteínas hidrolizadas suelen provenir de fuentes animales o de fuentes vegetales. Cualquiera de los dos tipos es considerado por las autoridades sanitarias como un saborizante natural empleado en los alimentos procesados (debido a su probable contenido de glutamatos). Las normas sanitarias obligan en la mayoría de los países a indicar el origen proteico de en el etiquetado de alimentos, por ejemplo: proteína hidrolizada de soja (procedente de la proteína de soja), proteína hidrolizada de caseína (procedente de la hidrólisis de la proteína de la leche: la caseína).. 

## Síntesis
Se realiza mediante el empleo de proteínas que se reducen a aminoácidos. Existen diversas formas de realizar esta operación: mediante el uso de ácidos fuertes (es decir con un pH bajo), mediante bases fuertes (es decir con pH alto) o con enzimas específicas (como puede ser la proteasa pancreática, que favorece el proceso de hidrolización). El rompimiento químico de las proteínas puede resultar en la formación de glutamato libre que se une con el sodio libre para formar glutamato monosodico.

## Polémica
La hidrólisis de proteínas puede dar lugar a saborizantes como el glutamato monosódico (GM) y algunas personas son sensibles a este compuesto. Es por esta razón por la que si en algunas etiquetas de alimentos se indica que no posee glutamatos, al incluirse proteínas hidrolizadas es probable que contenga glutamato como aditivo. 